# Synyster Gates

Synyster Gates beim Rock im Park 2018

Synyster Gates (bürgerlich Brian Elwin Haner Jr.; * 7. Juli 1981 in Huntington Beach, Kalifornien) ist ein US-amerikanischer Gitarrist. Er ist Leadgitarrist und Begleitsänger der Metal-Band Avenged Sevenfold. In den Jahren 2016 und 2017 wurde Gates von Total Guitar jeweils zum besten Metal-Gitarristen der Welt gewählt.

## Biografie
Brian Elwin Haner Jr. studierte Jazz und klassische Gitarre an der Musicians Institute in Hollywood, Kalifornien. Musikalisch geprägt wurde Gates vor allem von Django Reinhardt und Dimebag Darrell.
Nach ungefähr einem Jahr erhielt er einen Anruf von „The Rev“, dem damaligen (heute verstorbenen) Schlagzeuger der Band Avenged Sevenfold, ob er dort als Leadgitarrist einsteigen wolle. Er schloss sich ihnen an und hörte dafür mit seiner weiteren Ausbildung zum Studiomusiker auf. Fortan begann er sich selbst zu unterrichten, indem er Bücher las und Musikvideos schaute. Bei seinem ersten Studiobesuch mit der neuen Band wurde das Lied To End the Rapture des ersten Albums in einer Heavy-Metal-Version aufgenommen. Dieser Titel erschien schließlich auf dem Album Sounding the Seventh Trumpet (2001).
Gates hat bis heute zahlreiche Auszeichnungen gewonnen, unter anderen wurde er vom Musikmagazin Metal Hammer zum „Young Shredder“ des Jahres 2006 und von dem Musikmagazin „Total Guitar“ zum Gitarristen des Jahres 2006 gekürt.
2006 nahm er zudem zusammen mit M. Shadows und Good Charlotte das Lied „The River“ auf, welches auf Good Charlottes Album Good Morning Revival erschien. Für das Lied erhielt er 2024 in Großbritannien eine Silberne Schallplatte.
Gates schrieb den Song „So Far Away“ in Huldigung an seinen Freund The Rev, welcher am 28. Dezember 2009 auf Grund einer Überdosis Medikamente starb.
Gates ist seit 2010 mit Michelle Haner (DiBenedetto) verheiratet.

## Künstlername

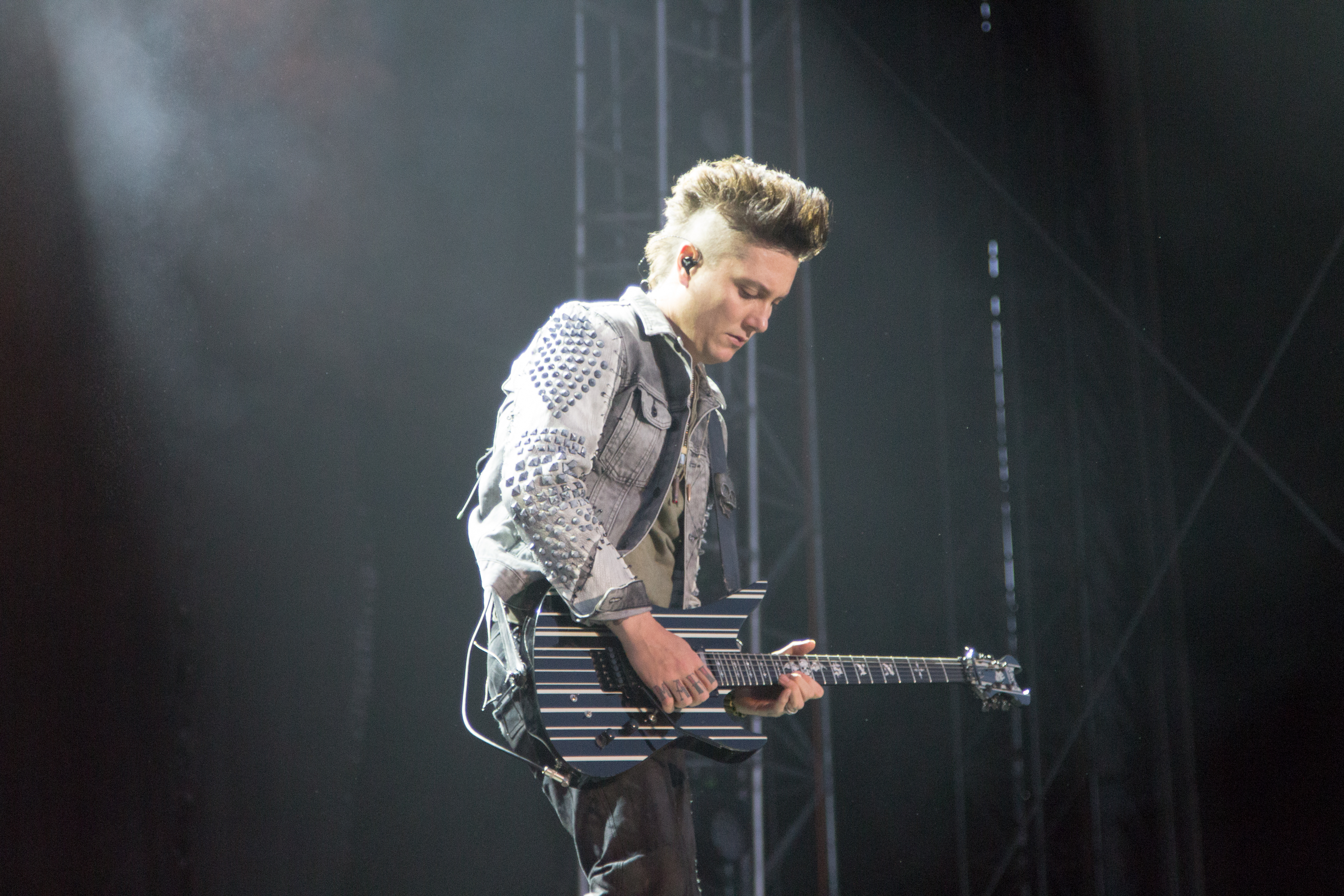
Synyster Gates am Nova Rock 2014

Auf der DVD All Excess (2007) behauptet Gates, sein Künstlername sei entstanden, als er mit The Rev betrunken durch einen Park gefahren sei.

## Ausrüstung

### Gitarren
Synyster Gates verwendet hauptsächlich Schecter-Gitarren, welche ihm gesponsert werden. Zudem fertigte Schecter ihm seine Signature-Gitarre an. Auch gebrauchte er einige ESP-Gitarren, beispielsweise als er mit Avenged Sevenfold die Alben Waking the Fallen und City of Evil aufnahm.
Modelle:
- Schecter Synyster Gates Signature Special mit Seymour-Duncan-SH-8-Tonabnehmer und einem Sustainiac-Halspickuphalter
- Schecter-Synyster-Gates-Signature-Custom-Modelle mit Seymour-Duncan-SH-8-Tonabnehmer und einem Sustainiac-Halspickuphalter
- Schecter-Custom-Modelle mit Nationalflaggen der Vereinigten Staaten, Deutschland oder schwarz-rote bzw. weiß-goldene oder schwarz-weiße Streifen oder mit einer „Tune-o-Matic Bridge“.
- Schecter Synyster Gates Custom mit einer „REV“-Gravur im Hals anstatt der üblichen „SYN“-Gravur. Diese würde für das Musikvideo von „So Far Away“ gebraucht.[5]
- Schecter Synyster Gates Custom Prototype
- Schecter Synyster Special Prototype
- Schecter Synyster Deluxe Prototype
- Schecter Synyster Special
- Schecter Synyster Deluxe
- Schecter Avenger
- Schecter C-1 Classic – Transparent Blue
- Schecter Custom C-1 FR
- Schecter Omen-6 FR Prototype
- Schecter Hellraiser C-1 FR
- Schecter PT Fastback
- Schecter S-1 loaded with Seymour Duncan JBs
- Schecter Banshee
- Gibson Les Paul in weiß – Diese Gitarre fand im Musikvideo des Avenged-Sevenfold-Songs „Unholy Confessions“ Verwendung.[6]
- Parker Fly
- Ibanez – S Prestige
- Fender – Squier Stratocaster

### Verstärker und Effektgeräte
Er benutzt Bogner, Marshall, Mesa/Boogie und viele andere im Studio; live jedoch wurde er am meisten mit Bogner gesehen.
In der NAMM 2013 wurde sein Signatur-Amp, den „Schecter Hellwin“, der nach seinen Vorgaben hergestellt wurde, vorgestellt.
Modelle:
- Marshall JCM800 (für Nightmare)
- Krank Distortus Maximus[7]
- Boss SD-1 Super Overdrive
- Boss CS-3 Compresser Sustainer(2)
- Boss RV-5 Digital Reverb
- Boss BF-3 Flanger
- Boss PH-3 Phase Shifter
- Boss GT 8
- Boss GT 10
- Frantone „The Sweet“ Distortion
- DigiTech Whammy Pedal
- Dunlop Crybaby from Hell
- Dunlop Crybaby RackWah
- Budda Custom Wah
- MXR Custom Audio Electronics MC-401 Boost Pedal
- MXR Carbon Copy Delay
- MXR Custom Comp
- Mesa Boogie Dual Rectifier
- Visual Sound H20 Chorus & Echo[8]
- Ernie Ball Wah Pedal[9]
- Sustainiac Stealth Pro Sustainer
- Bogner Überschall
- Bogner Uberschall Twin Jet
- Mesa Boogie Rectifier
- Marshall JCM 800
- Mesa Boogie 4x12 Cabinets
- Marshall 4x12 Cabinets

## Diskografie

### Avenged Sevenfold

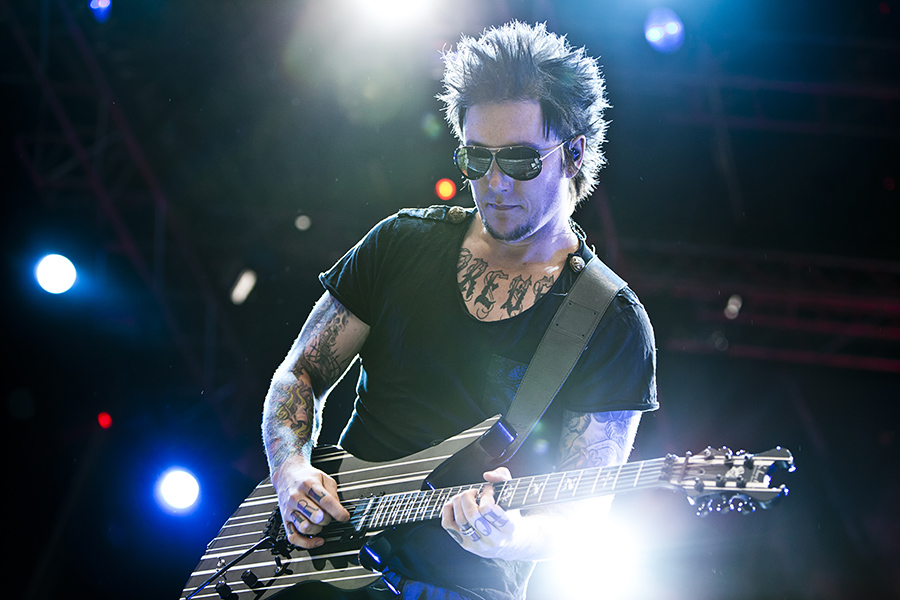
Gates live in Norwegen (2011)

Siehe: Diskografie von Avenged Sevenfold
- Warmness on the Soul (Single, 2001)
- Sounding the Seventh Trumpet (Album, 2002)
- Waking the Fallen (Album, 2003)
- City of Evil (Album, 2005)
- All Excess (Special DVD, 2007)
- Avenged Sevenfold (Album, 2007)
- Live in the LBC & Diamonds in the Rough (Live-/Kompilations-Album, 2008)
- Nightmare (Album, 2010)
- Carry On (Single, 2012) – (Soundtrack von Call of Duty: Black Ops II)
- Hail to the King (Album, 2013)
- The Stage (Album, 2016)
- Life Is But a Dream... (Album, 2023)

### Pinkly Smooth
- Unfortunate Snort (Album/2002)